# Anete Kociņa
Anete Kociņa, coniugata Sietiņa (Limbaži, 5 febbraio 1996), è una giavellottista lettone.

## Palmarès
| Anno | Manifestazione    | Sede       | Evento                 | Risultato | Prestazione | Note                                     |
| ---- | ----------------- | ---------- | ---------------------- | --------- | ----------- | ---------------------------------------- |
| 2013 | Mondiali allievi  | Donec'k    | Lancio del giavellotto | Bronzo    | 54,26 m     |                                          |
| 2014 | Mondiali juniores | Eugene     | Lancio del giavellotto | 22ª (q)   | 47,86 m     |                                          |
| 2015 | Europei juniores  | Eskilstuna | Lancio del giavellotto | Argento   | 58,88 m     | Miglior prestazione personale            |
| 2017 | Europei under 23  | Bydgoszcz  | Lancio del giavellotto | Argento   | 64,47 m     | Miglior prestazione personale            |
| 2017 | Mondiali          | Londra     | Lancio del giavellotto | 13ª (q)   | 62,26 m     |                                          |
| 2017 | Universiadi       | Taipei     | Lancio del giavellotto | 6ª        | 58,49 m     |                                          |
| 2018 | Europei           | Berlino    | Lancio del giavellotto | 17ª (q)   | 57,48 m     |                                          |
| 2019 | Mondiali          | Doha       | Lancio del giavellotto | 24ª (q)   | 56,70 m     |                                          |
| 2021 | Giochi olimpici   | Tokyo      | Lancio del giavellotto | 21ª (q)   | 58,84 m     |                                          |
| 2023 | Mondiali          | Budapest   | Lancio del giavellotto | 4ª        | 63,18 m     | Miglior prestazione personale stagionale |
| 2024 | Europei           | Roma       | Lancio del giavellotto | 7ª        | 59,34 m     |                                          |
| 2024 | Giochi olimpici   | Parigi     | Lancio del giavellotto | 14ª (q)   | 60,47 m     |                                          |